# فرانتس فون‌زوکسلت
فرانتس فون‌زوکسلت (آلمانی: Franz von Soxhlet؛ ۱۲ ژانویهٔ ۱۸۴۸ – ۵ مهٔ ۱۹۲۶) یک شیمی‌دان اهل آلمان بود.